# Phreatia longibracteata
Phreatia longibracteata är en orkidéart som beskrevs av Henry Nicholas Ridley. Phreatia longibracteata ingår i släktet Phreatia och familjen orkidéer. Inga underarter finns listade i Catalogue of Life.